# 羅夫·姆勒
羅夫·魯道夫·姆勒（Ralf Rudolf Moeller，1959年1月12日—）是一名德國演員和前健美先生。他最知名的是在《暴力戰士》中飾演Brick Bardo、《The Viking Sagas》中飾演Kjartan、電視劇《Conan the Adventurer》中飾演蠻王柯南、《帝國驕雄》中飾演Hagen、《盜墓迷城外傳：蠍子王傳奇》中飾演Thorak和《屠龍戰紀》中飾演Ulfar。

## 外部連結
- .   [2022-03-26]. （原始内容存档于2021-04-14）.
- 羅夫·姆勒在互联网电影资料库（IMDb）上的資料（英文）